# Ghislaine Landry
Ghislaine Landry, född 27 april 1988, är en kanadensisk rugbyspelare.
Landry var med och tog silver vid Världsmästerskapet i sjumannarugby 2013 med Kanadas landslag. Hon var även med och tog guld vid Panamerikanska spelen 2015 i Toronto.
Landry tävlade för Kanada vid olympiska sommarspelen 2016 i Rio de Janeiro. Hon var en del av Kanadas lag som tog brons i sjumannarugby.